# سیف‌الدین جزیری
سیف‌الدین جزیری (عربی: سيف الدين الجزيري؛ زادهٔ ۱۲ فوریهٔ ۱۹۹۳) بازیکن فوتبال اهل تونس است.
از باشگاه‌هایی که در آن بازی کرده‌است می‌توان به باشگاه ورزشی زمالک، باشگاه فوتبال حمام الانف، باشگاه فوتبال اتحاد بن قردان، باشگاه فوتبال آفریقایی، و باشگاه فوتبال مقاولون عرب اشاره کرد.
وی همچنین در تیم ملی فوتبال تونس بازی کرده‌است.